# Lehrregeln von Dordrecht
Die Lehrregeln von Dordrecht wurden aufgestellt bei der Synode der reformierten Kirchen der Niederlande 1618–1619, der sogenannten Dordrechter Synode. Die Lehrregeln richten sich gegen die Remonstranten und werden (wurden) deshalb auch die Fünf Artikel gegen die Remonstranten genannt.
Die Dordrechter Synode war eine internationale Synode. Diese Synode wurde einberufen durch die Abgeordnetenversammlung (Staten-General) der Vereinigten Niederlande, um sich zu den Auffassungen der Remonstranten zu äußern. Die Remonstranten wurden auf der Synode einstimmig verurteilt. Ihre Lehre ist, nach Aussage der Synode, nicht in Übereinstimmung mit der Bibel. In den Lehrregeln wird die Verurteilung schriftlich festgehalten.
Die Lehrregeln sind aus fünf Kapiteln aufgebaut. Die Kapitel handeln von folgenden Themen:
- Kapitel 1: Über die göttliche Erwählung und Verdammnis.
- Kapitel 2: Über den Tod Christi und die Erlösung der Menschen durch diesen Tod.
- Kapitel 3/4: Über die Verdorbenheit der Menschen und die Bekehrung zu Gott und die Art und Weise davon.
- Kapitel 5: Über die Beharrlichkeit der Heiligen.

In den Lehrregeln von Dordrecht wird zuerst positiv der reformierte Glaube dargelegt. Nach jeder Auslegung folgt eine Zusammenfassung der Irrtümer, die die Synode verwirft. Vereinfacht sieht die Aussage der Lehrregeln von Dordrecht so aus:
- Die totale Verdorbenheit jedes Menschen.
- Gott der Vater wählt aus, wen er erlöst, und wen nicht.
- Gott der Sohn (Christus) ist der Erlöser seiner Kinder, nicht aber der anderen Menschen.
- Gott der Heilige Geist wird die Auserwählten sicher erlösen.
- Die Kinder Gottes können (durch den Glauben) ihrer Erlösung sicher gewiss sein.

In der englischsprachigen Welt kennt man diese fünf Punkte als die Five points of calvinism (Fünf Punkte des Calvinismus).
Die Lehrregeln von Dordrecht legen auch Wert darauf, dass Gott das Evangelium predigen lässt, damit Menschen von der Sünde und der Strafe der Sünde erlöst werden sollen. In Artikel 5 des zweiten Lehrstücks (Kapitels) steht:
„Ferner ist das Versprechen des Evangeliums, dass ein jeder, der an den gekreuzigten Christus glaubt, nicht verderbe, sondern das ewige Leben habe; dieses Versprechen muss allen Völkern und Menschen, denen Gott nach seinem Wohlgefallen das Evangelium sendet, verkündigt und vorgestellt werden ohne Unterschied, mit dem Befehl zu Bekehrung und Glaube.“
Die Lehrregeln von Dordrecht sind Teil des Glaubensbekenntnisses der reformierten Kirchen. Unter den reformierten Kirchen halten die orthodoxen bis heute daran fest, in den übrigen lässt sich teilweise ein Abrücken von der doppelten Prädestinationslehre in ihrer strengen dogmatischen Durchführung beobachten.